# Calliostoma agalma
Calliostoma agalma is een slakkensoort uit de familie van de Calliostomatidae. De wetenschappelijke naam van de soort werd voor het eerst geldig gepubliceerd in 1942 door Schwengel.